# Associació Cultural Recreativa Unió Calafina
L'Associació Cultural Recreativa Unió Calafina, coneguda com el Casino de Calaf, és una entitat de Calaf creada el 1896 per dinamitzar la vida social i cultural del municipi.
L'entitat es va fundar el 23 de novembre de 1896 pel cant artístic i per dur a terme activitats lúdiques i d'oci com teatre i balls. El local de l'entitat es va inaugurar el 1931. Va apostar per afavorir la vida cultural i la cohesió social a la dècada del 1940 i durant la segona meitat del segle XX ha impulsat diversos projectes. El 2021 té 200 socis que fan activitats com el ball setmanal o l'organització d'activitats com el carnaval, cap d'any, Naal o la festa dels socis.
El 2021 va rebre la creu de Sant Jordi "per la seva trajectòria, des de l’any 1896, com a entitat de referència del poble de Calaf i del seu entorn comarcal".